# Viggeby
Viggeby este o arie protejată (arie specială de conservare — SAC, sit de importanță comunitară — SCI, arie de protecție specială avifaunistică — SPA) din Suedia întinsă pe o suprafață de 637,9 ha, integral pe uscat.

## Localizare
Centrul sitului Viggeby este situat la coordonatele 58°11′26″N 15°38′57″E / 58.1905°N 15.6491°E.

## Înființare
Situl Viggeby a fost declarat sit de importanță comunitară în aprilie 2004 pentru a proteja 3 specii de animale. Alte tipuri de protecție:
- arie de protecție specială avifaunistică (în aprilie 2004)[2]
- arie specială de conservare (în martie 2011)[1][3][4]

## Biodiversitate
Situată în ecoregiunea boreală, aria protejată conține 5 habitate naturale: Păduri caducifoliate bătrâne naturale hemiboreale fino-scandinave (Quercus, Tilia, Acer, Fraxinus sau Ulmus) bogate în specii epifite, Pășuni din zone de pădure fino-scandinave, Păduri caducifoliate de mlaștină fino-scandinave, Pajiști cu Molinia pe soluri calcaroase, turboase sau argilos-nămoloase (Molinion caeruleae), Taiga vestică.
La baza desemnării sitului se află mai multe specii protejate de  păsări (3): ciocănitoare neagră (Dryocopus martius), cufundar polar (Gavia arctica), vultur pescar (Pandion haliaetus).